# Patuk (plaats)
Patuk is een bestuurslaag in het regentschap Gunung Kidul van de provincie Jogjakarta, Indonesië. Patuk telt 2525 inwoners (volkstelling 2010).